# Yoshinori Suzuki
Yoshinori Suzuki (鈴木 義宜 Suzuki Yoshinori?), född 11 september 1992 i Miyazaki prefektur, är en japansk fotbollsspelare.
Suzuki började sin karriär 2015 i Oita Trinita.